# Disznóparéj
A disznóparéj vagy amaránt (Amaranthus) a szegfűvirágúak (Caryophyllales) rendjébe tartozó disznóparéjfélék (Amaranthaceae) családjának névadó nemzetsége. A világ számos részén elterjedt. Körülbelül 100 faj tartozik ide. Ezek a fajok sok szempontból hasonlítanak a celózia (Celosia) nemzetség fajaira. A legtöbb disznóparéj egyéves növény.
A növény tudományos neve a görög amarantos (Αμάρανθος vagy Αμάραντος)  szóból származik, melyek jelentése: ami sose hervad, vagy a nem hervadó (virág).

## Származása, elterjedése
A legtöbb faj Amerikában honos; zömmel a 18. században hurcolták be őket Európába, ahol őshonosnak mindössze két alfaj, illetve változat tekinthető:
- cigány disznóparéj (A. graecizans var. sylvestris),
- zöld disznóparéj (A. blitum ssp. ascendens)

## Megjelenése, felépítése
Virágai sokféle színárnyalatúak lehetnek. A Magyarországon élő fajták legkönnyebben nővirágjaik alaktani jegyei alapján különböztethetők meg.

## Életmódja, élőhelye, összetevői
Mivel a szél porozza be őket és gyakran kereszteződnek, az egyes fajok nagyon változékonyak, nehéz őket megkülönböztetni.
Omega-3 zsírsavakban az egyik leggazdagabb növény. C-vitamin, E-vitamin, glutation, oxálsav, alkaloidák, zsírsavak, kumarinok, flavonidok, szívglikozidok, glikozidok találhatóak benne.

## Felhasználása
Sok faját gyomnövénynek tekintik, mások azonban értékes zöldség-, gabona- vagy dísznövények.

### Gabonanövény, gyógyhatás
Számos faját a magok miatt termesztik, főleg Ázsiában és Amerikában. Fontos tápláléknövénye volt az inkáknak, és az Andokban ma  kiwicha néven említik. A régi aztékok is ismerték, ők  huautli-nak nevezték a növényt. Más mexikói bennszülött népek rituális italokat és táplálékokat készítettek belőle.
Sokan a mai napig megpirítják az amaránt magokat pattogatott kukoricához hasonlóan és mézzel vagy melasszal keverik; ezt a keveréket alegría-nak nevezik  (spanyolul „vidámságot” jelent).
Az amarántmag teljes értékű fehérjét és  növényi rostokat tartalmaz,  ásványi anyagokban gazdag (vas, magnézium, réz és mangán).
Valamennyi növényi táplálékunk közül az amaránt vastartalma mind mennyiségileg, mind minőségileg kiemelkedő. Kalciumforrásként is tökéletes, hiszen kalciumtartalma meghaladja a tejét, illetve biológiai hasznosulás szempontjából a legjobb kalciumforrás. Rendszeres fogyasztása segít a csontritkulás megelőzésében, illetve magas rosttartalma miatt a székrekedés kezelésében is hatásos. Ezek mellett pedig nem tartalmaz glutént, így a gluténérzékenyek is bátran fogyaszthatják.

## Fontosabb fajok

### Magyarországonhonos fajok
- Fehér disznóparéj (A. albus)
- Labodás disznóparéj (A. blitoides)
- Zöld disznóparéj (A. blitum)
- Bouchon-disznóparéj (A. bouchoni)
- Karcsú disznóparéj (A. chlorostachys)
- Bodros disznóparéj (A. crispus)
- Vöröslő disznóparéj (A. deflexus)
- Cigány disznóparéj (A. graecizans)
- Terpedt disznóparéj (A. patulus)
- Szőrös disznóparéj (A. retroflexus)

### Kertekben ültetett fajok
- Bókoló disznóparéj v. bárányfarok (A. caudatus)
- Bíbor disznóparéj (A. cruentus)
- Piros disznóparéj (A. hypochondriacus)

### Rendszertani felosztása
A nemzetséget két fajsorra tagolják:
1. Amaranthotypus: e fajok virágzata hosszús, tömött, szártetőző álfüzér. A virágok öttagúak, az egymagvú termés tokja általában jellegzetesen leváló kupakkal nyílik (kivéve a Bouchon-disznóparéjt, amelynek toktermése zárva marad. Ebbe a szekcióba vetési és ruderális
gyomok (szőrös disznóparéj, karcsú disznóparéj, Bouchon-disznóparéj), valamint kivadulásra hajlamos dísznövények (bíbor disznóparéj és bókoló disznóparéj) tartoznak.
2. Blitopsis csaknem minden, ide tartozó faj virágzata rövid, a levél hónaljában növő csomó. E virágok háromtagúak, a fajok egy részének termése nem nyílik fel. Az ide tartozó fajok (labodás disznóparéj, fehér disznóparéj, bodros disznóparéj, cigány disznóparéj, vöröslő disznóparéj és zöld disznóparéj) szántóföldi és ruderális gyomtársulásokban fordulnak elő.

## Képek

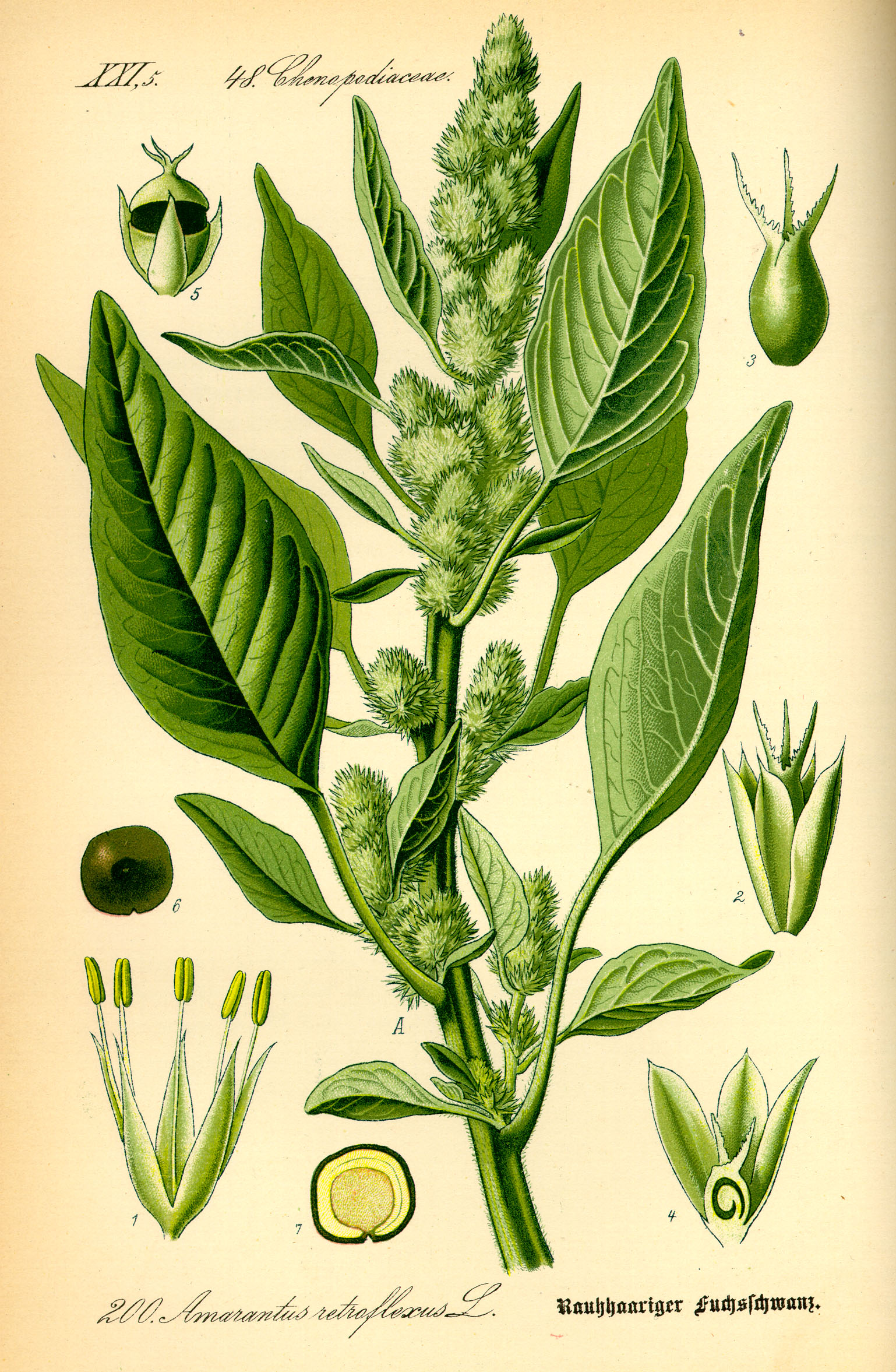
Szőrös disznóparéj (Amaranthus retroflexus)
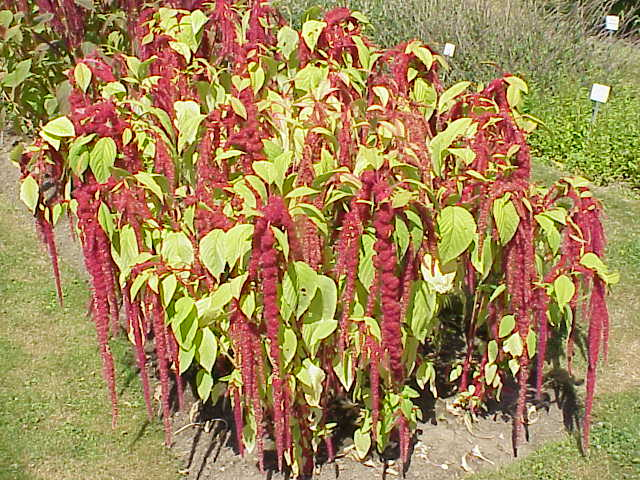
Bókoló disznóparéj (Amaranthus caudatus)
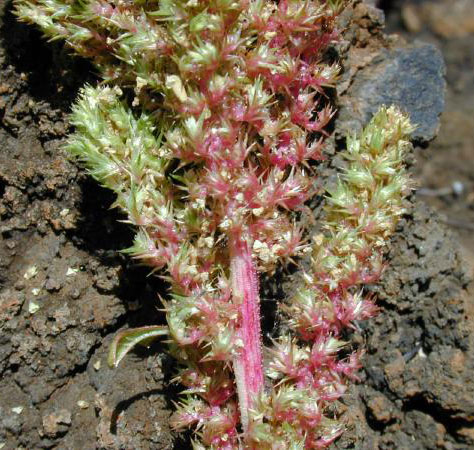
Amaranthus hybridus
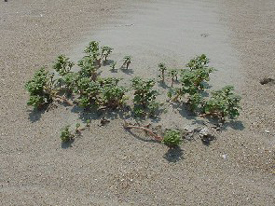
Amaranthus pumilus
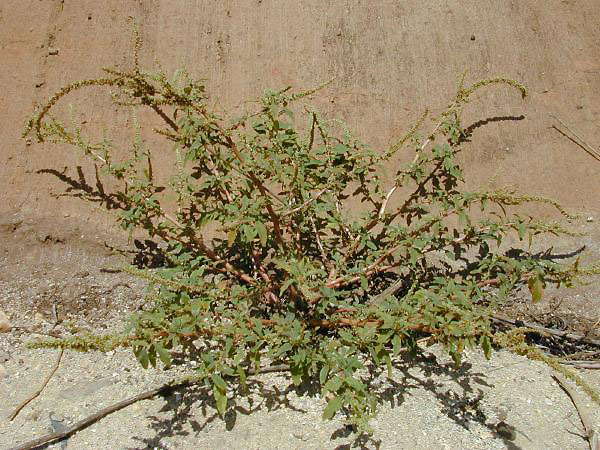
Amaranthus spinosus
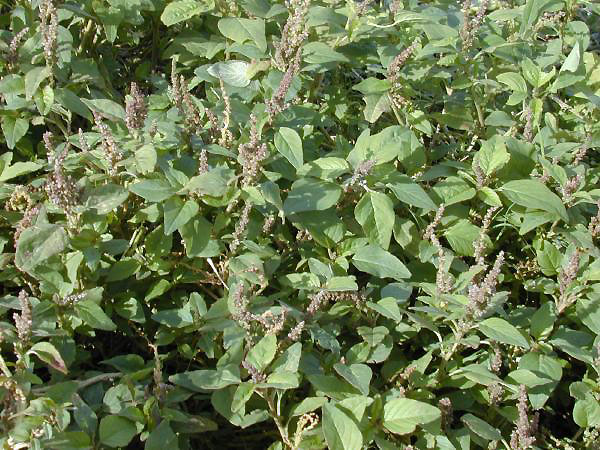
Amaranthus viridis